# Dallas County, Alabama
Dallas County är ett county i den amerikanska delstaten Alabama. 2012 uppskattades countyt ha 42 864 invånare. Den administrativa huvudorten (county seat) är Selma.

## Geografi
2013 hade countyt en total area på 2 573,94 km². 2 534,81 km² av arean var land och 39,13 km² var vatten.

### Angränsande countyn
- Chilton County - nord
- Autauga County - nordöst
- Lowndes County - sydöst
- Wilcox County - syd
- Marengo County - väst
- Perry County - nordväst